# French Open 1949 (Badminton)
Die French Open 1949 im Badminton fanden am 2. und 3. April 1949 in der Rue Eblé in Paris statt. Es war die 21. Auflage des Championats. Die Finalspiele wurden am 3. April ausgetragen. David Choong aus Malaysia gewann dabei die Titel im Mixed und Herreneinzel. Im Halbfinale des Herreneinzels besiegte David Choong Landsmann Foo Sun Lau mit 15-6 und 15-5 und Yat Sun Lau den Franzosen Yves Baudoin mit 15-6 und 15-8.

## Finalresultate
| Disziplin    | Sieger                       | Finalist                            | Ergebnis     |
| ------------ | ---------------------------- | ----------------------------------- | ------------ |
| Herreneinzel | David Choong                 | Yat Sun Lau                         | 15–2, 15-2   |
| Dameneinzel  | Anne Lehmeier                | Mavis Henderson                     | 11–4, 11-4   |
| Herrendoppel | Foo Sun Lau Yat Sun Lau      | Geoffrey Fish Ralph Nichols         | 15–3, 15-12  |
| Damendoppel  | Mavis Henderson Audrey Stone | Evelyn Windsor-Aubrey Anne Lehmeier | 15–12, 15–6  |
| Mixed        | David Choong Anne Lehmeier   | Ralph Nichols Mavis Henderson       | 15–12, 15–11 |